# レンツ (フリゲート)
| USS Rentz FFG-46 |                                                                                           |
| 艦歴             |                                                                                           |
| 発注:            |                                                                                           |
| 起工:            | 1982年9月18日                                                                             |
| 進水:            | 1983年7月16日                                                                             |
| 就役:            | 1984年6月30日                                                                             |
| 退役:            | 2014年5月23日                                                                             |
| 除籍:            |                                                                                           |
| その後:          | 標的艦として海没処分                                                                      |
| 要目             |                                                                                           |
| 排水量           | 基準: 3,225 t                                                                             |
| 排水量           | 満載: 4,100 t                                                                             |
| 全長             | 453 ft (138 m)                                                                            |
| 全幅             | 45.4 ft (13.8 m)                                                                          |
| 吃水             | 24 ft (7.3 m)                                                                             |
| 機関             | COGAG方式                                                                                 |
| 機関             | LM2500-30ガスタービンエンジン (20,500hp) ×2基                                             |
| 機関             | 可変ピッチプロペラ（5翔）×1軸                                                             |
| 機関             | 非常用旋回式スラスタ（350hp）×2基                                                         |
| 最大速           | 29ノット以上                                                                              |
| 航続距離         | 4,500 海里（20ノット巡航時）                                                              |
| 乗員             | 206名（士官13名）                                                                         |
| 兵装             | Mk.75 76mm単装速射砲×1基                                                                  |
| 兵装             | Mk.38 25mm単装機銃×2基                                                                    |
| 兵装             | Mk.15 20mmCIWS×1基                                                                        |
| 兵装             | M2 12.7mm単装機銃×4基                                                                     |
| 兵装             | Mk.13 mod.4単装ミサイル発射機×1基 * SM-1MR SAM * ハープーンSSM を発射可能 ※2003年以降撤去 |
| 兵装             | Mk.32 mod.17 3連装短魚雷発射管×2基                                                        |
| 艦載機           | SH-60B LAMPSヘリコプター×2機                                                              |
| C4ISTAR          | NTDS (JTDS＋リンク 11/14)                                                                 |
| C4ISTAR          | Mk.92 FCS (SM-1MR, 76mm砲用)                                                              |
| C4ISTAR          | AN/SQQ-89 ASWCS                                                                           |
| センサ           | AN/SPS-49 対空捜索レーダー                                                                |
| センサ           | AN/SPS-55 対水上捜索レーダー                                                              |
| センサ           | AN/SQS-56 船底装備ソナー                                                                  |
| センサ           | AN/SQR-19 曳航ソナー                                                                      |
| 電子戦           | AN/SLQ-32(V)5 ESM/ECM装置                                                                 |
| 電子戦           | Mk.36 デコイ発射装置                                                                      |
| モットー:        | Dread Nought                                                                              |

レンツ (USS Rentz, FFG-46) は、アメリカ海軍のミサイルフリゲート。オリバー・ハザード・ペリー級ミサイルフリゲートの36番艦。艦名はバタビア沖海戦で失われた重巡洋艦ヒューストン (USS Houston, CA-30) に乗艦し、英雄的な活動で死後に海軍十字章を受章したジョージ・S・レンツ(en)従軍牧師(en)(1882 - 1942)に因む。

## 艦歴
レンツはカリフォルニア州サンペドロのトッド・パシフィック造船所で1982年9月18日に起工する。1983年7月16日に進水し、1984年6月30日にロングビーチ海軍造船所にてマーティン・ジュールス・メイヤー中佐指揮下で就役した。就役式にはレンツ牧師の娘と、ヒューストンの元乗組員も臨席した。
1985年12月にカリフォルニア州ロングビーチからサンディエゴに移動。慣熟航海などに引き続き、空母レンジャーの空母群に配属される。空母群の一員として、カリフォルニア州サン・クレメンテ島沖の南カリフォルニア作戦域を定期的に巡航した。
1986年11月5日、ミサイル巡洋艦リーヴス、駆逐艦オルデンドルフと共に、レンツは中国山東省青島市を訪問。1949年に駆逐艦母艦ディキシーが中国本土から退去させられて以来、37年ぶりのアメリカ艦船の訪中であった。訪問は人民解放軍海軍に公式に歓迎された。
1987年7月にアーネスト・ウィル作戦に参加しペルシャ湾に展開。主な任務はホルムズ海峡を通過する商船の護衛だった。1987年以来、レンツは何度もペルシャ湾で作戦に従事した。
2009年11月28日、ニミッツ空母打撃群の一員としてアラブ首長国連邦ジュベル・アリ沖に停泊していた際、乗組員デイヴィッド・M・マッジ（David M. Mudge）三等兵曹が予備機関部で修理中に感電死した。海軍はこの悲劇を受け、全艦隊に船の電気エンクロージャの検査をするよう通告した。
2013年12月、レンツは小型の麻薬密輸船を発見。船からは1040万ドル相当のコカイン約313kgが見つかった。レンツはその携わった麻薬取締任務で合計およそ3000kgのコカインを没収した。
2014年5月23日に退役。
バリアント・シールド2016演習にて、JSOW(Joint Standoff Weapon) C-1滑空誘導爆弾等の実艦標的に使用され、撃沈。